# شهرستان توقسون
شهرستان توقسون (به اویغوری: توقسۇن ناھىيىسى)(به چینی: 托克逊县، به پین‌یین: Tuōkèxùn Xiàn) یکی از شهرستان‌های جمهوری خلق چین است که تابع شهر در سطح ولایت تورفان می باشد. شهرستان توقسون ۱۶٬۵۶۱ کیلومتر مربع مساحت و ۱۳۴٬۲۳۵ نفر جمعیت دارد.

## جمعیت
| ترکیب قومیتی شهرستان توقسون | ترکیب قومیتی شهرستان توقسون | ترکیب قومیتی شهرستان توقسون | ترکیب قومیتی شهرستان توقسون | ترکیب قومیتی شهرستان توقسون |
| --------------------------- | --------------------------- | --------------------------- | --------------------------- | --------------------------- |
| قومیت                       | قومیت                       |                             | درصد                        | درصد                        |
| اویغور                      | اویغور                      |                             | ۷۹٫۶٪                       | ۷۹٫۶٪                       |
| هان                         | هان                         |                             | ۱۳٫۹٪                       | ۱۳٫۹٪                       |
| هوئی                        | هوئی                        |                             | ۶٫۲٪                        | ۶٫۲٪                        |
| قزاق                        | قزاق                        |                             | ۰٫۲٪                        | ۰٫۲٪                        |
| سایر                        | سایر                        |                             | ۰٫۱٪                        | ۰٫۱٪                        |
| منبع سرشماری جمعیت :        |                             |                             |                             |                             |

## تاریخچه
در دوران جمهوری چین و همین طور سالهای اول استقرار جمهوری خلق چین، شهرستانها و منطقه‌ای که امروزه «شهر در سطح ولایت» تورفان را تشکیل می‌دهند، به همراه ولایت سانجی و شهر اورومچی، که در آن زمان موسوم به «شهر دیهوا» بود، یک ولایت واحد به نام «ولایت دیهوا» را تشکیل می دادند.
در سال ۱۹۳۶ میلادی، با جدا شدن از شهرستان تورفان در ولایت دیهوا، شهرستان توقسون تاسیس شد. این شهرستان، ضمیمهٔ ولایت یانچی (ولایت خودمختار بایینغولین مغول امروزی) شد.
در سال ۱۹۳۸، شهرستان توقسون از ولایت یانچی جدا شده و به ولایت دیهوا پیوست.
در دسامبر ۱۹۴۹، شهر دیهوا به «شهر در سطح ولایت» ارتقاء یافت و از ولایت دیهوا مستقل شد. شهرستان دیهوا تابع ولایت دیهوا باقی ماند.
ولایت خودمختار سانجی هوئی در سال ۱۹۵۴ میلادی برای مردم هوئی (مسلمانان چینی‌تبار) تاسیس شد. در همان سال، شهر «دیهوا» به «اورومچی»، و شهرستان دیهوا به شهرستان اورومچی تغییر نام داد. این ولایت در ابتدا کوچک بوده و تنها متشکل از ۳ شهرستان بود، شهرستان سانجی،‌ شهرستان اورومچی، و شهرستان میچوان. بقیهٔ «ولایت دیهوا»، با وجود اینکه نه شهر اورومچی را شامل می شد و نه شهرستان اورومچی، به «ولایت اورومچی» تغییر نام داد.
یک سال بعد، در اکتبر ۱۹۵۵ میلادی، استان سین‌کیانگ به «منطقهٔ خودمختار سین‌کیانگ اویغور» ارتقاء یافت.
در سال ۱۹۵۸ میلادی، ۳ شهرستان چاله تورفان جدا شده و مستقیما در تابعیت منطقهٔ خودمختار قرار گرفتند.  در همان سال ۱۹۵۸ میلادی، ولایت خودمختار سانجی هوئی گسترده شده و شهرستان‌های ماناس، قوتوبی، فوکانگ، جیمسار، گوچونگ و شهرستان خودمختار موری قزاق را به خود ضمیمه کرد. در نتیجه، در سال ۱۹۵۸ میلادی «ولایت اورومچی» رسما منحل شد.
در سال ۱۹۷۰ میلادی، شهرستان‌های تورفان و توقسون از تابعیت مستقیم منطقهٔ خودمختار در آمده و در تابعیت شهر اورومچی قرار گرفتند. شهرستان پیچان نیز در تابعیت ولایت قومول قرار گرفت.
در ژوئیه سال ۱۹۷۵، ولایت تورفان از ترکیب سه شهرستان تورفان، توقسون، و پیچان تاسیس شد.
در آوریل سال ۲۰۱۵، «ولایت تورفان» به «شهر در سطح ولایت» تورفان ارتقاء یافت. شهرستان توقسون در تابعیت شهر تورفان قرار دارد.

## تقسیمات اداری
شهرستان توقسون متشکل از ۷ شهرک و ۱ قصبه است. 
- شهرک توقسون (به اویغوری: توقسۇن بازىرى)(به چینی:‌ 托克逊镇، به پین‌یین: Tuōkèxùn Zhèn)
- شهرک کوموش (به اویغوری: كۈمۈش بازىرى)(به چینی:‌ 库米什镇، به پین‌یین: Kùmǐshí Zhèn)
- شهرک کوجِی (به اویغوری: كۆجەي بازىرى)(به چینی:‌ 克尔碱镇، به پین‌یین: Kè'ěrjiǎn Zhèn)
- شهرک آلغوی (به اویغوری: ئالغۇي بازىرى)(به چینی:‌ 阿乐惠镇، به پین‌یین: Ālèhuì Zhèn)
- شهرک ییلانلیق (به اویغوری: يىلانلىق بازىرى)(به چینی:‌ 伊拉湖镇، به پین‌یین: Yīlāhú Zhèn)
- شهرک شاه (به اویغوری: شاھ بازىرى)(به چینی:‌ 夏镇، به پین‌یین: Xià Zhèn)
- شهرک بوستان (به اویغوری: بوستان بازىرى)(به چینی:‌ 博斯坦镇، به پین‌یین: Bósītǎn Zhèn)

- قصبه غولبویی (به اویغوری: غولبۇيى يېزىسى)(به چینی:‌ 郭勒布依乡، به پین‌یین: Guōlèbùyī Xiāng)